# Whisper
Whisper é um personagem fictício  do filme Com 007 Viva e Deixe Morrer (1973), oitavo filme da franquia cinematográfica do espião britânico James Bond, criado por Ian Fleming e o primeiro estrelado por Roger Moore.

## Características
Negro, alto e gordo, Whisper é um empregado e guarda-costas de  Kananga, o ditador da pequena nação caribenha fictícia de San Monique, que também tem a identidade de Mr. Big, um grande traficante de heroína nova-iorquino. Um dos capangas mais silenciosos de Kananga, por seu tamanho físico prefere matar os oponentes do chefe usando gadgets ao invés da força bruta.

## No filme
Ele primeiro aparece quando Bond chega a Nova York ao encontro de Felix Leiter e dos homens da CIA na pista de Kananga. Bond é recebido por um motorista enviado por Leiter e quando se dirige aos escritórios da CIA, um carro branco dirigido por Whisper emparelha com o seu e o capanga dispara um dardo envenenado através de um mecanismo no espelho retrovisor que mata o motorista do carro de Bond. Ele depois se passa por garçom do hotel onde 007 se hospeda, e vai ao seu quarto entregar uma champanhe para averiguar se o espião foi morto pela cobra colocada no quarto.
Whisper aparece em outras cenas do filme sempre silencioso ao lado do chefe, e no duelo final entre Kananga e Bond na base secreta do traficante em San Monique, ele participa primeiro como cobaia do chefe que testa uma arma de ar comprimido contra tubarões tirada de Bond no sofá onde está sentado, que infla e explode jogando-o no chão, e depois abre a passagem de tubarões para a piscina onde Bond e Solitaire serão jogados pelo vilão, mas 007 se liberta e antes de matar Kananga o joga dentro do cápsula móvel de aço que transporta a heroína por monotrilhos dos laboratórios para o local de embarque fora da base, ficando Whisper preso nele.